# Societat Espanyola de Documentació i Informació Científica
La Societat Espanyola de Documentació i Informació Científica, en castellà i oficialment Sociedad Española de Documentación e Información Científica (SEDIC) és una associació professional de documentalistes, bibliotecaris i gestors de la informació, sense ànim de lucre, constituïda el 1975.
Entre els professionals especialitzats en la gestió de la informació i la documentació que s'acullen sota el seu paraigua es troben arxivers, bibliotecaris, documentalistes, gestors d'informació, gestors de contingut, bibliòmetres, content curators, analistes de dades i altres professionals relacionats.
La constitució de la SEDIC es produí el 1975, gràcies a l'impuls d'un grup de documentalistes que no es consideraven prou representats per l'Asociación Nacional d'Archiveros, Bibliotecarios, Museólogos y Arqueólogos (Anaba), posteriorment ANABAD, que en aquell moment decideixen crear la Sociedad Española de Documentación e Información Científica. Al principi, es van formar dues delegacions, una Madrid com a seu central, i l'altra a Catalunya. El 1984 la delegació de Catalunya va donar origen a la Societat Catalana de Documentació i Informació (SOCADI), que posteriorment, el 1999 acabaria fusionat-se amb el Col·legi Oficial de Bibliotecaris-Documentalistes de Catalunya. SEDIC forma part de la Federació Espanyola de Societats d'Arxivística, Biblioteconomia, Documentació i Museística (FESABID).
La SEDIC publica de forma semestral una revista, que és el seu òrgan oficialː "Clip de SedicRevista de la Sociedad Española de Documentación e Información Científica".